# Notiospathius leucacrocera
Notiospathius leucacrocera är en stekelart som först beskrevs av Günther Enderlein 1912.  Notiospathius leucacrocera ingår i släktet Notiospathius och familjen bracksteklar. Inga underarter finns listade i Catalogue of Life.